# Corps de Logis
Corps de logis (iz francoščine 'bivalni del') se imenuje glavna stavba gradu ali meščanske hiše oziroma bivanjski del stavbe.  Lahko je v sredini tri- ali več krilnega poslopja ali izolirana v bližini. V večini primerov je, v primerjavi z drugimi krili, izpostavljena tako po velikosti kot arhitekturni opremi. V corps de logis so bivalne in sprejemne sobe grajskega gospoda.

## Zgodovina
Izraz se je prvič pojavil v renesansi, vendar je arhitekturni izvor corps de logis bivalnih prostorov v srednjeveških bivalno-obrambnih gradovih in gradovih na splošno. Skozi zgodovino je bila stranska stena predgradje spremenjena z ustreznimi dodatki v bivalne namene; razvoj, ki je sčasoma pripeljal do ne obrambne funkcije in le za reprezentančne namene, ki so služili mestni palači in gradovom.
Corps de logis so razvili v francoski renesančni palači in so nanj močno vplivali italijanski modeli; tam je bila to značilnost palač iz baroka in rokokoja in deloma še klasicizma in historicizma. Združuje iz srednjeveških gradov običajno funkcionalno ločene stavbe kot sta dvorana/hala in stanovanjski stolp. Obsega velik reprezentančen prostor za sprejeme, ples ali kot poslovna dvorana (salon), glavno stopnišče in gosposko stanovanje.
Zgodnji primer corps de logis se je nahajal v francoskem Château d'Azay-le-Rideau v dolini Loare. Vendar pa tam ni več viden zaradi poznejše spremembe in dopolnitve. Tipičen predstavnik baročne glavne stavbe iz treh kril je osrednje krilo Luksembourške palače v Parizu. Primer izolirano zgrajenega corps de logis je osrednja stavba gradu Benrath v Dusseldorfu.

## Arhitektura
Corps de logis leži, če to dopušča zemljišče, na osrednji osi celotnega sistema med glavnim dvoriščem (cour d'honneur – častno dvorišče) in vrtom (entre cour et jardin). Pogosto je glavno dvorišče omejeno z zgradbami treh kril, in je običajno zaključeno s četrto, sprednjo stranjo, ki je ograja ali stena z vrati/vhodom.
V francoski stanovanjski arhitekturi je corps de logis dostopen iz častnega dvorišča najbolj centralno skozi vežo (vestibul). Iz veže do prvega nadstropja (piano nobile), kjer ležijo gospodarjevi bivalni prostori, vodi reprezentančno stopnišče. V pritličju oziroma nadstropju leži, s pogledom na vrt ali park, salon ali dvorana ali sprejemni prostor. V corps de logis sta največ  dve prestižni stanovanji, eno za gospodarja in eno za njegovo ženo, ki so običajno najlepši prostori. Običajno gledajo na vrtno stran in so simetrični glede na salon. Prostorska razporeditev je enaka na obeh straneh: najprej je predprostor (antichambre), ki mu sledi razkošen drug predprostor, iz tega sledijo prava soba (chambre), glavna dnevna soba, spalnice in sprejemnica. Temu sledi kabinet (cabinet), ki je osebni, pogosto intimni prostor za bivanje in umik. Vedno sodi v stanovanje garderoba, prostor za shranjevanje oblačil. Tudi za komode je bilo treba zagotoviti ločeno majhno sobo. Druga stanovanja, za goste, so podobna tej shemi, a pogosto manjša.
Prestižna stanovanja nemških gradov niso imela posebne spalnice, ampak v tem delu sprejemnico. Spalnica je bila le prehodna soba. V času Svetega rimskega cesarstva so imeli v številni gradovi še poseben stanovanjski del palače za nastanitev cesarja ali visokih gostov.
Sodobna oblika corps de logis je osrednji del novega poslopja zveznega kanclerja v Berlinu ( Bundeskanzleramt), slogovno prilagojeno gosposki baročni arhitekturi sosednjega parlamenta.